# Sanitärhieb
Als Sanitärhieb oder Sanitärholzeinschlag bezeichnet man das Fällen von absterbenden oder toten Bäumen beziehungsweise Baumgruppen außerhalb der planmäßigen Nutzung. Einerseits sollen benachbarte Bäume vor der jeweiligen Erkrankung (insbesondere Schädlingsbefall) geschützt werden, aber auch ist es Ziel, die Stämme vor ihrer Entwertung noch zu nutzen. Das Wort leitet sich vom lateinischen sanitas (Gesundheit) her. Gemeint ist hier der Schutz der Gesundheit der noch nicht befallenen Bäume. Regional wird dieses Vorgehen auch als „Sammelhieb“, „Säuberungshieb“ oder „Totalitätshieb“ bezeichnet. 